# Jungfru
För andra betydelser, se Jungfru (olika betydelser).

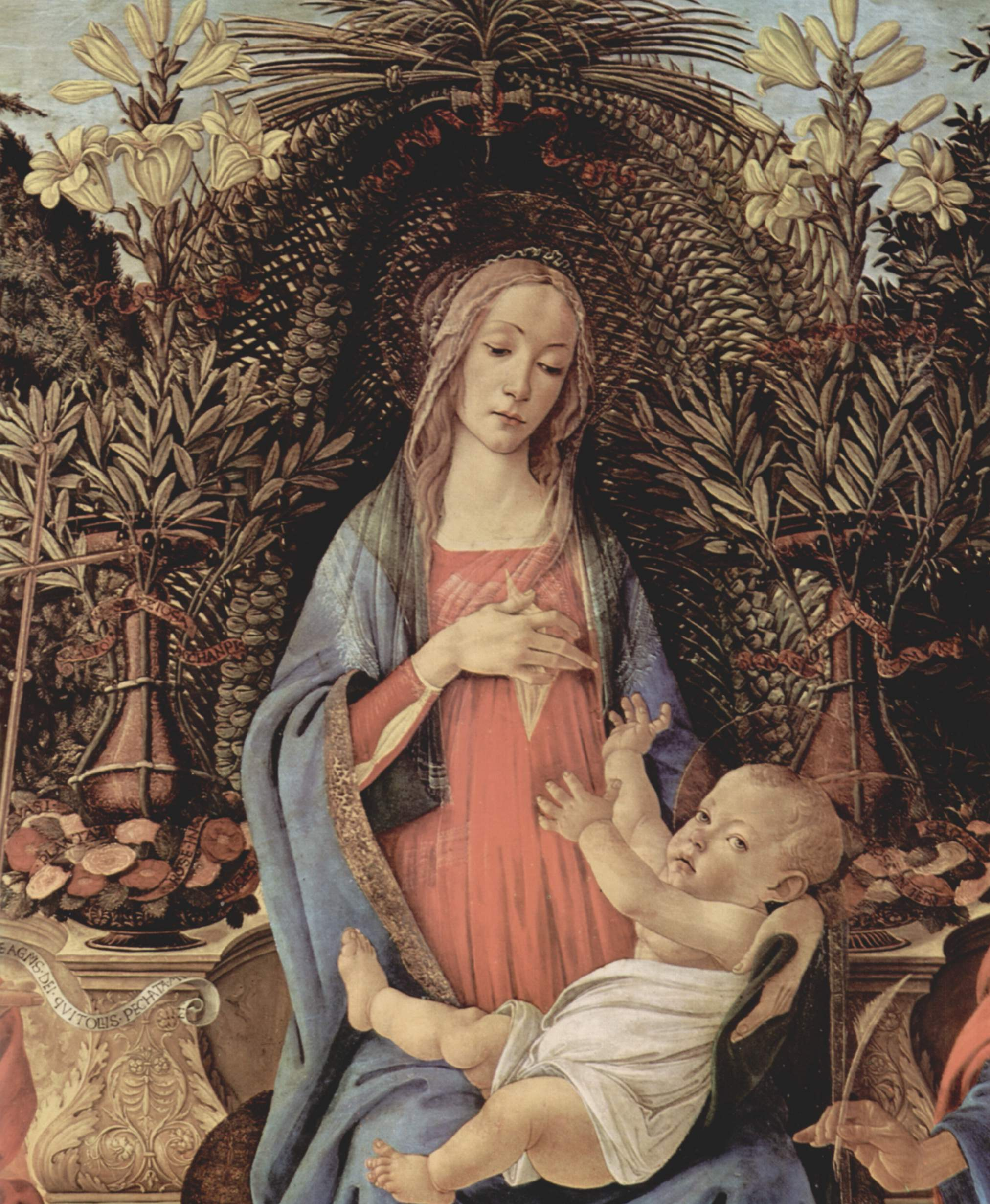
Bibeln berättar om Jungfru Maria, Jesu mor.

Jungfru (medellågtyska juncvrouwe, ung adelsdam) är ett ord för en flicka eller kvinna som är oskuld (virgo intacta), det vill säga som inte har haft samlag.
Ordet var i äldre tider en titel för en ogift kvinna av adlig börd. Den började på 1700-talet att ersättas av fröken och (inom borgarståndet) mamsell.

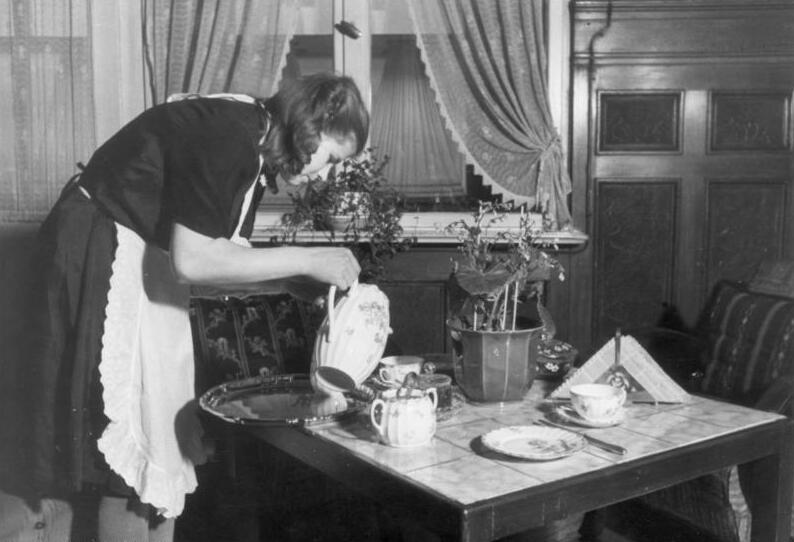
Hembiträde kallades tidigare jungfru.

Titeln förlorade därvid mycket av sin tidigare status, och kom sedan snarare att beteckna en tjänsteflicka i finare hushåll, på liknande sätt kunde barnflicka även kallas "barnjungfru", men begreppet kunde också mer allmänt användas om en flicka-kvinna av lägre medelklass. Jungfru och barnjungfru upphörde i Sverige under 1920- och 30-talen att vara beteckningen för en form av tjänsteflicka, och ord som "hembiträde" och "barnflicka" blev i stället allt vanligare.